# Sankt Magdalena am Lemberg
Sankt Magdalena am Lemberg est une ancienne commune autrichienne du district de Hartberg en Styrie. Le 1er janvier 2013 les communes de Buch-Geiseldorf et Sankt Magdalena am Lemberg fusionnèrent pour former la commune de Buch-St. Magdalena.